# Партия за справедливость, интеграцию и единство
Партия за справедливость, интеграцию и единство (алб. Partia Drejtësi, Integrim dhe Unitet, PDIU) — националистическая политическая партия в Албании. Основной её целью является продвижение национальных вопросов, поддержка этнических албанцев Косова, Республики Македонии, Черногории, Прешевской долины и выходцев из Чамерии на территории Греции. Создана путём объединения двух партий в 2011 году. Лидер организации — Шпетим Идризи
На выборах в парламент страны в 2017 году партия заняла 4 место, набрав 4,8%, что позволило ей получить 3 мандата.
Входила в парламентскую коалицию «новое большинство», во главе которой стояла Демократическая партия Албании.

## Ссылка
- Официальный сайт Архивная копия от 24 августа 2011 на Wayback Machine